# Lissochlora latuta
Lissochlora latuta là một loài bướm đêm trong họ Geometridae.